# Jimmy Douglas (calciatore 1898)
James Edward Douglas, detto Jimmy (East Newark, 12 gennaio 1898 – Point Pleasant, 5 marzo 1972), è stato un calciatore statunitense, di ruolo portiere.

## Carriera
Prese parte con la nazionale statunitense ai Mondiali in Uruguay del 1930, raggiungendo un prestigioso terzo posto, ancora oggi miglior risultato degli Stati Uniti.

## Statistiche

### Cronologia presenze e reti in Nazionale
| Cronologia completa delle presenze e delle reti in nazionale ― Stati Uniti | Cronologia completa delle presenze e delle reti in nazionale ― Stati Uniti | Cronologia completa delle presenze e delle reti in nazionale ― Stati Uniti | Cronologia completa delle presenze e delle reti in nazionale ― Stati Uniti | Cronologia completa delle presenze e delle reti in nazionale ― Stati Uniti | Cronologia completa delle presenze e delle reti in nazionale ― Stati Uniti | Cronologia completa delle presenze e delle reti in nazionale ― Stati Uniti | Cronologia completa delle presenze e delle reti in nazionale ― Stati Uniti |
| Data                                                                       | Città                                                                      | In casa                                                                    | Risultato                                                                  | Ospiti                                                                     | Competizione                                                               | Reti                                                                       | Note                                                                       |
| -------------------------------------------------------------------------- | -------------------------------------------------------------------------- | -------------------------------------------------------------------------- | -------------------------------------------------------------------------- | -------------------------------------------------------------------------- | -------------------------------------------------------------------------- | -------------------------------------------------------------------------- | -------------------------------------------------------------------------- |
| 25-5-1924                                                                  | Vincennes                                                                  | Stati Uniti                                                                | 1 – 0                                                                      | Estonia                                                                    | Olimpiadi 1924 - 1º turno                                                  | -                                                                          |                                                                            |
| 29-5-1924                                                                  | Parigi                                                                     | Uruguay                                                                    | 3 – 0                                                                      | Stati Uniti                                                                | Olimpiadi 1924 - Quarti                                                    | -3                                                                         |                                                                            |
| 10-6-1924                                                                  | Varsavia                                                                   | Polonia                                                                    | 2 – 3                                                                      | Stati Uniti                                                                | Amichevole                                                                 | -2                                                                         |                                                                            |
| 14-6-1924                                                                  | Dublino                                                                    | Irlanda                                                                    | 3 – 1                                                                      | Stati Uniti                                                                | Amichevole                                                                 | -3                                                                         |                                                                            |
| 8-11-1925                                                                  | Brooklyn                                                                   | Stati Uniti                                                                | 6 – 1                                                                      | Canada                                                                     | Amichevole                                                                 | -1                                                                         |                                                                            |
| 13-7-1930                                                                  | Montevideo                                                                 | Stati Uniti                                                                | 3 – 0                                                                      | Belgio                                                                     | Mondiali 1930 - 1º turno                                                   | -                                                                          |                                                                            |
| 17-7-1930                                                                  | Montevideo                                                                 | Stati Uniti                                                                | 3 – 0                                                                      | Paraguay                                                                   | Mondiali 1930 - 1º turno                                                   | -                                                                          |                                                                            |
| 26-7-1930                                                                  | Montevideo                                                                 | Argentina                                                                  | 6 – 1                                                                      | Stati Uniti                                                                | Mondiali 1930 - Semifinale                                                 | -6                                                                         |                                                                            |
| 17-8-1930                                                                  | Rio de Janeiro                                                             | Brasile                                                                    | 4 – 3                                                                      | Stati Uniti                                                                | Amichevole                                                                 | -4                                                                         |                                                                            |
| Totale                                                                     |                                                                            | Presenze                                                                   | 9                                                                          |                                                                            | Reti                                                                       | -19                                                                        |                                                                            |